# کرونا (کمیک)
کرونا (به انگلیسی: Krona) یک شخصیت خیالی در کتاب‌های کامیک آمریکایی منتشر شده توسط دی‌سی کامیکس است. شخصیت کرونا توسط نویسنده جان بروم و طراح گیل کین خلق شده‌است که برای اولین بار در شمارهٔ ۴۰ از دومین نسخه مجموعه گرین لانترن (اکتبر ۱۹۶۵) حضور پیدا کرد.

## زندگینامه ساختگی شخصیت
حدود ۱۰ میلیارد سال پیش، کرونا به عنوان یکی از اعضای نژاد باستانی به‌شمار می‌رفت که در سیارهٔ مالتوس زندگی می‌کرد. به عنوان یک مالتوسی، او تقریباً نامیرا و آسیب‌ناپذیر بود و از قدرت‌های بسیار وسیع دورکاری ذهن برخوردار بود. او غرق در پیدا کردن منشأ پیدایش و راز خلقت جهان بود و به شدت برای رسیدن به این هدف تلاش می‌کرد. کرونا ماشینی خلق کرد که قادر به ایجاد حفره زمانی بود و لحظهٔ خلقت را به خودی خود به او نشان می‌داد. او همچنین نمونه اولیه دستکشی را خلق کرد که از قدرت خودلگامی نور سبز استفاده می‌نمود. این فناوری بعدها برای ایجاد حلقهٔ قدرت گرین لانترن بکار گرفته شد. کرونا دست آفرینش را به هنگام قرار دادن ذره‌ای که بعدها تبدیل به تمام کیهان می‌شد، نگاه می‌کرد.
اما دستگاه بلافاصله منفجر شد و تمامی جهان در هم شکست و سبب خلق فرضیه چندجهانی (مولتیورس) به عنوان دنیایی باز خلق شده گردید که به تعداد نامحدودی از جهان‌های موازی تبدیل شد. این عمل کرونا چندین عواقب ناخوشایند را دربرداشت، و باعث زاده شدن شیطان در سراسر جهان، و موجب نفرت و خشونت شد. این واقعه همچنین باعث خلق تعداد نامعلومی نسخه از دنیای خود کرونا گردید. در همین زمان جهان پادماده نیز به وجود آمد که سبب رها شدن شر در جهان هستی شد؛ در نتیجه شخصیت‌هایی همانند مانیتور و آنتی-مانیتور زاده شدند.
مالتوس‌ها برای مجازات کرونا، شکل ظاهری او را به انرژی تجزیه شده کاهش دادند تا بدون هیچ آسیبی و تا ابد از میان فرضیه چندجهانی سفر کند. سپس برای کفاره گناهان کرونا، مالتوس‌ها قسم خوردند که نیرویی برای خیر خلق کنند. در نهایت آن‌ها به عنوان نگهبانان جهان، خالقان من‌هانترها و بعدها مؤسس سپاه گرین لانترن شناخته شدند.
کرونا سپس به‌وسیلهٔ نیروی عرفانی حلقه آلن اسکات به حالت فیزیکی خود بازگشت، اما یکبار دیگر توسط نگهبانان تبدیل به شکل اولیه انرژی خود شد. در نهایت کرونا با کمک نکرون به شکل اصلی خود بازگشت.

## توانایی‌ها و قدرت‌ها
کرونا دارای هوش و عقلی عالی‌رتبه است، اما غرور، بی صبری، تندخویی، و از همه مهمتر تشنگی سیری ناپذیر او برای کسب دانش بر او چیره شده‌است. او بدون هیچ تردیدی وجود خود را به خطر انداخته و جهان‌ها را نابود ساخته تا فرصتی برای به‌دست آوردن بینش عمیق‌تر داشته‌باشد.
همانند دیگر گونه‌های خود، کرونا از توانایی‌های فیزیکی گسترده، قدرت دورکاری ذهن وسیع (شامل دورآگاهی و دورجنبی) و جاودانگی تقریبی برخوردار است، و نیازی به هوا، آب، غذا، و حتی خواب ندارد و تمامی آسیب‌های وارد شده به او به سرعت ترمیم می‌شوند. قدرت‌های او حتی بعدها توسط نکرون افزایش یافت و او را قدرتمندتر از هر نگهبان گیتی ساخت.
به عنوان آنتروپی، کرونا از ضد انرژی تشکیل شده بود و می‌توانست دیگران را به داخل بدنش جذب کند و آن‌ها را به ضد انرژی بیشتری تبدیل کند و از این طریق توانست ارتشی متشکل از ضد انرژی ایجاد کند که کاملاً تحت کنترش بودند. در طی مینی‌سریال لیگ عدالت/انتقام‌جویان، او از قدرت تمامی جهان‌هایی که نابود کرده بود استفاده می‌کرد و ثابت کرد که به راحتی می‌تواند شخصیت‌های ابرقدرتی مثل گرندمستر و گالاکتوس را شکست دهد. اگرچه قدرت گرندمستر کافی بود که کرونا را در ابتدا برای مبارزه با موجودات دیگر مردد کند تا اینکه تلاشش برای مغلوب کردن گرندمستر در یک بازی به منظور کسب اطلاعات مورد نظرش با شکست مواجه شد.